# Катастрофа Boeing 767 під Анауаком
Катастрофа Boeing 767 під Анауаком — авіаційна катастрофа, що сталася 23 лютого 2019 року неподалік від міста Анауак (Техас). Катастрофа сталася в 12:45 за місцевим часом (18:45 UTC). Розбився вантажний літак Boeing 767-375ER (BCF) авіакомпанії Atlas Air здійснював вантажний комерційний рейс 5Y3591 Маямі — Х'юстон. На його борту знаходилися три члени екіпажу.

## Літак
Boeing 767-375ER (BCF) з двигунами турбовентиляторів GE CF6-80 (реєстраційний номер N1217A, заводський 25865, серійний 430) здійснив перший політ 21 квітня 1992 року. Було замовлено для авіакомпанії Canadian Airlines, але службу розпочав у China Southern Airlines через лізингову компанію GPA. У 1997 році був переданий в LATAM Airlines Group, де експлуатувався до 2016 року. У квітні 2017 року було перероблено з пасажирського у вантажний для Atlas Air, став використовуватися для перевезення посилок Amazon Air.
У серпні 2018 року одержав особисте ім'я CustomAir Obsession. На день катастрофи здійснив понад 23 000 циклів «зліт-посадка» і налітав понад 90 000 годин.

## Екіпаж
На борту літака знаходилися три людини. Склад екіпажу був наступним:
- Командир повітряного судна — Ріки Блеклі (англ. Ricky Blakely). Проживав в Індіані.
- Другий пілот — Конрад Джулс Аска (англ. Conrad Jules Aska). Громадянин Антигуа і Барбуда.

Також на борту знаходився але не брав участі в управлінні пілот Mesa Airlines 36-річний Шон Арчулета (англ. Sean Archuleta), який повертався додому в Х'юстон і через тиждень повинен був почати роботу в United Airlines.
Всі, хто знаходилися на борту, загинули. Тіла Аски і Акчулети були знайдені на місці катастрофи 25 лютого.